# Vrtolnica
Vërtomicë en albanais et Vrtolnica en serbe latin (en serbe cyrillique : Вртолница) est une localité du Kosovo située dans la commune/municipalité de Kaçanik/Kačanik, district de Ferizaj/Uroševac (Kosovo) ou district de Kosovo (Serbie). Selon le recensement kosovar de 2011, elle ne compte plus aucun habitant.
Le village est également connu sous le nom de Vrtomica. Selon le découpage administratif kosovar, il fait partie de la commune/municipalité de Han i Elezit/Đeneral Janković.

## Démographie

### Évolution historique de la population dans la localité
| 1948 | 1953 | 1961 | 1971 | 1981 | 1991 | 2011 |
| ---- | ---- | ---- | ---- | ---- | ---- | ---- |
| 200  | 62   | 42   | 56   | 16   | 34   | 0    |

|  |